# Richard Carlyle (acteur, 1879)
Pour les articles homonymes, voir Richard Carlyle et Carlyle.
Richard Carlyle, né le 21 mai 1879 et mort le 12 juin 1942, est un acteur canadien. Il ne doit pas être confondu avec son homonyme Richard Carlyle né en 1914.

## Biographie
Richard Carkyle nait à Guelph en Ontario en 1879.
Après une expérience au théâtre, il commence sa carrière dans le cinéma muet en 1913. Il meurt en 1942.

## Filmographie
- 1915 : The Bridge of Sighs : Bill Stevens
- 1915 : The Purple Night : Stanley Cross - Carol's Fiance
- 1915 : An Enemy to Society
- 1915 : Wilful Peggy
- 1917 : A Bold Deception
- 1919 : Spotlight Sadie
- 1920 : Le Héros du silence (The Copperhead) : Lem Tollard
- 1920 : The Stolen Kiss : James Burrell
- 1921 : The Inside of the Cup :Richard Garvin
- 1921 : Out of the Chorus : Maddox
- 1921 : Ten Nights in a Bar Room : The Village Doctor
- 1922 : Women Men Marry : Adam Page
- 1922 : La Belle Revanche (Back Home and Broke) de Alfred E. Green : John Thorne
- 1923 : Haldane of the Secret Service : Joe Ivors
- 1927 : Shootin' Irons :Jim Blake
- 1928 : Lingerie : Pembrokee
- 1928 : Brotherly Love : Warden Brown
- 1928 : Taking a Chance : Dan Carson
- 1929 : Mademoiselle et son chauffeur (Children of the Ritz) de John Francis Dillon : Mr. Pennington
- 1929 : Hearts in Dixie : White Doctor
- 1929 : It Can Be Done : Rogers
- 1929 : The Valiant : Father Daly
- 1929 : The Girl in the Show : Leon Montrose
- 1929 : In Old California : Arturo
- 1930 : Playing Around : Pa Miller
- 1930 : Guilty? : Dr. Bennett
- 1930 : Hide-Out : Dean
- 1930 : Mountain Justice : Judge Keats
- 1930 : The Girl of the Golden West : Jim Larkins
- 1930 : Kismet : The Muezzin
- 1930 : Tol'able David : Doctor
- 1931 : Five Star Final : First Newstand Proprietor
- 1931 : Quick Trigger Lee : John 'Dad' Sanders
- 1931 : West of Broadway : Butler
- 1931 : The Wide Open Spaces : The Masque
- 1932 : The Saddle Buster (en) de Fred Allen : Bible Jude
- 1932 : Rule 'Em and Weep : The Masque
- 1932 : Unholy Love : Mr. Bailey
- 1933 : Midnight Club
- 1934 : Sons of Steel : Tom Mason
- 1935 : When a Man's a Man : Dean Baldwin - Cross Triangle Owner
- 1935 : Public Opinion : Dr. Rand
- 1935 : Happiness C.O.D. : Rev. Huxley
- 1936 : Tango
- 1936 : The Country Doctor : Bishop
- 1936 : The Lion Man : Hassan El Dinh